# Weiner, Arkansas
Weiner là một thành phố thuộc quận Poinsett, tiểu bang Arkansas, Hoa Kỳ. Năm 2010, dân số của thành phố này là 716 người.

## Dân số
- Dân số năm 2000: 760 người.
- Dân số năm 2010: 716 người.